# Columbia Coliseum
A Columbia Coliseum (más néven Columbia Gymnasium) a Columbia Egyetem (ma Portlandi Egyetem) tornacsarnoka volt az Amerikai Egyesült Államok Oregon államának Portland városában. A Joseph Jacobberger által 1902-ben tervezett és 1903-ban megnyílt létesítményben hagyományosan kültéri sportokat (például amerikai futball és baseball) játszottak. 1905-től évente atlétikaversenyt rendeztek itt.
1926-ban bezárták, később pedig lebontották.

## Története
2280 négyzetméteres alapterületével megnyitása idején Oregon legnagyobb sportcsarnoka volt. Mennyezete a legnagyobb ponton 21 méter magas volt; a tetőt rácsszerkezettel erősítették meg, így támaszoszlopok nem zavarták a láthatóságot. A természetes fény felülvilágító ablakokon jutott be. A pályát salakkal borították. Ugyan a 20. század fordulóján egyre népszerűbb lett az akkor fedett pályás baseball néven ismert softball, az egyetemen a hagyományos baseball beltéri változatát játszották.
A létesítményt és utódját, a Howard épületet Joseph Jacobberger tervezte.
Az Oregon Daily Journal 1909. augusztus 19-ei cikke a következőket írta:
A Columbia Egyetem sportcsarnoka önmagában megérdemel egy bekezdést. A Sziklás-hegység ezen oldalán nincs hasonló, és a világon is talán csak néhány. Mérföldekről látható és elég nagy ahhoz, hogy egy országos politikai eseményt is megrendezhessenek benne. A méreteire csak következtetni lehet, amikor kétezer ember kényelmesen leülhet, és még több száz befér. Tíz kör ebben a szörnyben kitesz egy mérföldet, és egy baseballmeccset is meg lehet úgy rendezni, hogy a futók kényelmesen elkaphassák a labdát. A pillérekkel megtámasztott magas, boltíves tető tökéletes láthatóságot biztosít, és az akadálymentes felületen esős időben hatalmas játékpálya alakítható ki.

[…]

Az épület érdekes tulajdonsága a jelentős akusztikája. Az egyik végén zajló beszéd a másik végén kivehető. A játékvezető nagy tömegben is tisztán érthető.

### Sportesemények
1903-ban a hallgatók pénzt gyűjtöttek az atlétika és amerikaifutball-csapatok elindítására. 1905 és 1915, valamint 1917 és 1922 között évente atlétikaversenyt rendeztek itt.
1907-ben a kosárlabdacsapat a Portland Interscholastic League tagja lett; első mérkőzéseiket a csarnokban játszották, mivel akkoriban nem voltak a még újnak számító kosárlabdára alkalmas létesítmények. A kosárlabda-mérkőzéseket is salakon játszották.
A portlandi üzletemberekből álló Commercial Club 1910-ben tízezer dollárt adományozott a bővítésre. Az évben a Portland Colts itt tartotta tavaszi edzőtáborát. A lehulló hó alatt beszakadó tető helyreállítása miatt a létesítmény 1916–1917-ben zárva tartott. 1927-ben utoljára kosárlabdát játszottak itt. Később egy ismeretlen időpontban lebontották.

## Fordítás
- Ez a szócikk részben vagy egészben  a   Columbia Coliseum című angol Wikipédia-szócikk ezen változatának fordításán alapul.  Az eredeti cikk szerkesztőit annak laptörténete sorolja fel. Ez a jelzés csupán a megfogalmazás eredetét és a szerzői jogokat jelzi, nem szolgál a cikkben szereplő információk forrásmegjelöléseként.